# 원이삭
원이삭 (1994년 8월 24일 ~ )은 대한민국의 스타크래프트 II 프로게이머이다. 아이디는 PartinG이다.

## 경력
스타크래프트1에서 이스트로의 연습생으로 활동한 적이 있다.
원이삭은 기사도 연승전에서 기사도가 잘한다는 유망주 중 한 명이었다. 2012년 코드 S에 입성하더니 HOTSIX GSL 시즌2 4강에 입성한다. 하지만 정종현에게 3:1 스코어로 패배하며 첫 결승을 놓쳤다. 그 뒤 KESPA 선수들이 스타크래프트 II로 종목을 전향하면서, 그 당시 연맹 소속이었던 원이삭은 인터뷰에서 KESPA 선수들의 실력이 자신에게 한참 못 미친다는 도발로 엄청난 화제를 몰고 왔다. 그는 동갑내기인 전태양을 도발하면서 스타크래프트 II로 처음 열린 스타리그에서 큰 관심을 만들었고, 전태양을 이기면서 과자 '썬칩'을 부수는 세레모니까지 하는 패기를 보여준다. 하지만 그는 정윤종에게 스타리그 8강과 WCS 아시아 파이널 결승에서 지게 되면서, 자기가 한 발언에 대해 KESPA 팬들에게 엄청난 비난을 받는다. 그러나 그에 굴하지 않고 그는 WCS 글로벌 파이널과 WCG 그랜드 파이널을 우승하여 이런 불식을 잠재웠다.
2012년 11월 18일 배틀넷 월드 챔피언십 시리즈 글로벌 파이널에서 장현우를 4:2로 꺾고 생애 첫 개인리그 우승을 차지하였다.
FXOpen에 잠시 활동하다가 2011년 5월 아프리카 프릭스로 팀을 옮겼다. 이후 2013년 1월 3일 아프리카 프릭스와 결별하고 협회 팀 입단을 타진, 1월 14일 포스팅 시스템을 통해 원이삭의 소속 팀이 SK텔레콤 T1으로 결정되었다.
군단의 심장으로 넘어오면서 MLG와 프로리그에서 부진을 격게 되자 각종 커뮤니티는 원이삭은 멸뽕뿐이라는 비난으로 인해 그는 자기 자존심을 지키기 위해서 이승현에게 도발을 하였다. 그리고 자신의 조인 B조를 이승현, 이신형, 이영호가 함께 편성되게 하면서 죽음의 조로 만들어 또 한번의 화제를 만들었다. 결국 그는 자기 말에 책임을 지며 최종전에서 이승현을 꺾고 8강에 입성하였다. 그러나 이후 그는 번번히 저그에게 막히며 2013년 국내리그에서 성적이 좋지 않았다. 2013년 하반기 레드불 그랜드 파이널에서 우승을 하였지만 만족할만한 2013년의 성적이 아니었다. 그리고 2014년 프로리그에서 그는 이영호에게 자 세레머니를 하여 또 다시 화제를 모았다.
2014년 9월 11일 SK텔레콤 T1은 보도자료를 통해 2014년 9월 30일자로 원이삭과의 계약을 종료한다고 밝혔다.
2014년 10월 16일 yoe Flash Wolves 입단을 발표했다.
2015 글로벌 스타크래프트 II 리그 시즌 1 코드 S를 준우승하고 이어진 두 개의 해외 대회에서도 우승을 하였다.
2016년 1월 6일 Flash Wolves와의 계약 종료를 공식 발표했다.
2016년 2월 25일 중국 프로게임단인 Zenith of Origin에 입단했다는 보도가 발표되었으나 원이삭 본인이 해당 내용을 부정하였다.
2016년 3월 22일 보도자료를 통해 콩두컴퍼니와 계약을 맺었음이 알려졌다.

## 수상
스타크래프트 II : 프리미어 개인리그 우승 5회, 준우승 8회

### 스타크래프트
- 2009년 제53회 스타크래프트 준프로게이머 선발전 입상

### 스타크래프트 II
- 2011년 소니 에릭슨 글로벌 스타크래프트 II 리그 Nov. Code A 12강
- 2012년 핫식스 2012 글로벌 스타크래프트 II 리그 시즌 1 Code S 8강
- 2012년 핫식스 2012 글로벌 스타크래프트 II 리그 시즌 2 Code S 4강
- 2012년 무슈제이 2012 글로벌 스타크래프트 II 리그 시즌 3 Code S 32강
- 2012년 2012 월드 챔피언십 시리즈(WCS) 한국대표 선발전 3위
- 2012년 MLG 2012 Winter Season Championship 5위
- 2012년 옥션 올킬 스타리그 2012 8강
- 2012년 2012 월드 챔피언십 시리즈(WCS) 아시아 파이널 준우승 (0:4 정윤종)
- 2012년 2012 월드 챔피언십 시리즈(WCS) 글로벌 파이널 우승 (4:2 장현우)
- 2012년 WCG 2012 그랜드 파이널 스타크래프트 ll 부문 우승
- 2012년 2012 GSL Blizzard Cup 준우승 (2:4 이승현)
- 2012년 IEM Season VII - Katowice 3위
- 2012년 MLG Tournament of Champions 우승
- 2013년 핫식스 GSL 2013 시즌1 코드S 8강
- 2013년 2012 대한민국 e스포츠 대상 스타크래프트2 프로토스 최우수 선수상
- 2013년 2013 MLG Winter Championship 8강
- 2013년 2013 WCS 코리아 시즌 1 망고식스 글로벌 스타크래프트II 리그 Code S 8강
- 2013년 2013 WCS 코리아 시즌 2 옥션 올킬 스타리그 16강
- 2013년 2013 WCS 코리아 시즌 2 챌린저리그 12강
- 2013년 WCG 2013 한국대표선발전 스타크래프트 ll 부문 우승 (WCG 2013 그랜드파이널 진출)
- 2013년 2013 WCS 코리아 시즌 3 조군샵 글로벌 스타크래프트 II 리그 8강
- 2013년 StarsWar League Season 3 우승
- 2013년 Red Bull Battle Grounds New York City 우승 (4:1 김유진)
- 2013년 WCG 2013 그랜드파이널 스타크래프트 ll 부문 3위
- 2014년 SK텔레콤 스타크래프트 II 프로리그 2014 1라운드 베스트 세리머니 상
- 2014년 2014 WCS 코리아 시즌 1 핫식스 글로벌 스타크래프트 II 리그 코드 S 8강
- 2014년 2014 핫식스 GSL 글로벌 토너먼트 준우승 (3:4 주성욱)
- 2014년 GSL Code S 10회 연속 진출 기념상('임재덕 상')
- 2014년 2014 WCS 코리아 시즌 2 핫식스 글로벌 스타크래프트 II 리그 코드 S 16강
- 2014년 2014 WCS 코리아 시즌 3 핫식스 글로벌 스타크래프트 II 리그 코드 S 16강
- 2014년 2014 Red Bull Battle Grounds: Washington 8강
- 2014년 WECG 2014 한국대표선발전 스타크래프트 ll 부문 16강
- 2014년 MSI Beat IT 2014 준우승 (3:4 강민수)
- 2014년 HomeStory Cup X 우승 (4:3 이영호)
- 2014년 32 Boys 1 Cup 우승
- 2014년 2014 핫식스컵 라스트 빅매치 8강
- 2014년 Kung Fu Cup 2014 #1 우승
- 2014년 2015 스타크래프트 II 스타리그 시즌 1 챌린지 32강
- 2015년 IEM Season IX - Taipei 4강
- 2015년 2015 글로벌 스타크래프트 II 리그 시즌 1 코드 S 준우승 (3:4 이승현)
- 2015년 Gfinity Spring Masters I 우승 (4:2 신동원)
- 2015년 Copenhagen Games Spring 2015 우승 (4:0 정명훈)
- 2015년 스베누 스타크래프트 II 스타리그 2015 시즌 2 16강
- 2015년 GiGA 인터넷 2015 KeSPA컵 시즌1 16강
- 2015년 2015 DreamHack Open: Tours 우승 (3:1 고병재)
- 2015년 2015 스베누 글로벌 스타크래프트 II 리그 시즌 2 코드 S 8강
- 2015년 3rd Hong Kong Esports Tournament 우승 (4:1 이동녕)
- 2015년 2015 Kung Fu Cup Season 1 4강
- 2015년 HomeStory Cup XI 8강
- 2015년 IEM Season X - Shenzhen 준우승 (1:4 김도우)
- 2015년 MSI Masters Gaming Arena 2015 4강
- 2015년 GSL Code S 16강 10회 연속 진출 기념상
- 2015년 2015 핫식스 글로벌 스타크래프트 II 리그 시즌 3 코드 S 16강
- 2015년 World Leisure Games 2015 4위
- 2015년 2015 Kung Fu Cup Season 2 8강
- 2015년 2015 WCS 글로벌 파이널 16강
- 2015년 SanDisk SHOUTcraft Invitational II 8강
- 2015년 DreamHack ROCCAT LotV Championship 준우승 (3:4 강민수)
- 2018년 2018 글로벌 스타크래프트 II 리그 시즌 3 코드 S 32강
- 2019년 마운틴듀 GSL Season 1 코드 S 32강
- 2019년 2019 GSL Super Tournament 시즌1 4강
- 2019년 2019 마운틴듀 글로벌 스타크래프트 II 리그 시즌 2 코드 S 8강
- 2019년 2019 마운틴듀 글로벌 스타크래프트 II 리그 시즌 3 코드 S 32강
- 2019년 2019 GSL Super Tournament 시즌2 8강
- 2020년 2020 LG 울트라기어 | 핫식스 GSL 시즌 1 4강(2:4김도욱)

## 아이디 변경 내력
- 2011년 : FXO PartinG
- 2011년 ~ 2013년 : StarTale PartinG
- 2013년 ~ 2014년 : SKTelecomT1 PartinG
- 2014년 ~ 2016년 : yoe Flash Wolves PartinG